# Трагедия в Курксе
Трагедия в Ку́рксе (эст. Kurkse õnnetusjuhtum) — крупный несчастный случай, произошедший 11 сентября 1997 года, когда при преодолении залива Курксе (Эстония) утонули и умерли от гипотермии 14 членов разведывательной группы штабной роты Балтийского миротворческого батальона, состоявшей из 22 миротворцев. Работники порта Курксе, услышавшие крики погибающих солдат, вышли в море на катере и эвакуировали на берег 9 солдат (один из них умер до прибытия врачебной помощи) и тело одного утонувшего. Тела остальных 12 солдат были извлечены из моря спасателями и водолазами. Гибель 14 миротворцев стала крупнейшей единовременной потерей Сил обороны Эстонии в мирное время после восстановления независимости республики.

## Описание происшествия
11 сентября 1997 года командир разведывательного отряда Балтийского миротворческого батальона в количестве 22 человек в рамках учения «Скудная жизнь» (эст. Vilets elu) отдал своему отряду приказ преодолеть в полном снаряжении водную преграду через отмель с южной оконечности острова Суур-Пакри до материка в сторону порта Курксе. Учения должны были проходить с минимальным количеством пищи и с максимальной нагрузкой. Сообщение с островом отсутствовало. Светило солнце, но море было хмурым, и дул сильный ветер. Все участники учебной группы были в хорошем настроении, шутили. Один из солдат не умел плавать, но также вошёл в воду.
На расстоянии пятисот метров от берега солдаты обнаружили, что ноги не достают до дна. Паника не возникла, так как все знали, что проплыть надо пару сотен метров, затем под ногами снова должна была оказаться отмель. Однако земли под ногами так и не было. Солдаты связали из рюкзаков плот и стали дрейфовать на волнах. Так как морская вода была холодной, возникла опасность гипотермии, и для того, чтобы никто не засыпал, приходилось постоянно сильно толкать друг друга. Затем солдаты стали один за другим умирать. В конце концов крики солдат услышали капитан порта Курксе Хейно Крейнтал (Heino Kreintal) и помощник капитана порта Ханнес Куусемяэ (Hannes Kuusemäe). Они вышли в море на катере и смогли затащить в него шестерых мужчин, ещё четверых привязали верёвкой к хвосту лодки, таким образом доставив на берег десять человек. Позже Крейнтал и Куусемяэ сказали, что лодка была переполнена, и поэтому четверых человек транспортировать на берег по-другому было невозможно. Тела остальных 12 солдат были извлечены из моря спасателями и водолазами в течение следующих 12 дней.

## Хронология событий
Подробное описание произошедшего было дано в статье эстонской газеты Õhtuleht «Хронология смертельного похода в Курксе» (эст. Kurkse surmaretke kronoloogia) от 11 сентября 2007 года.
Вторник, 9 сентября
Профессиональная военная разведывательная группа Балтийского батальона направляется из Адажи (Латвия) на полуостров Суур-Пакри (Эстония).  У 22 военных с собой только внутригрупповые радиостанции. Все молодые люди (возраст до 30 лет) идут на учения добровольно. Непосредственные руководители группы остаются за границей. В 16:45 из Северного порта Палдиски выходит пограничное судно “Torm”.
Четверг, 11 сентября
Руководитель разведывательной группы младший сержант Яанус Карм даёт миротворцам приказ собраться на южном пике острова Суур-Пакри в районе деревни Сууркюла.
- 11:55 — 22 миротворца разведывательной группы штабной и тыловой компании Балтийского батальона покидают остров для того, чтобы пешком преодолеть залив Курксе. До суши около 3 километров, планируется дойти за час. Согласно морским картам, глубина залива в районе подводного хребта в нормальных условиях колеблется от 0,8 до 1,2 метра. Температура воды от +12 до +14 °С. Группа преодолевает по воде около 500 метров. Погода начинает ухудшаться, поднимается ветер. Из-за усиливающегося волнения на море группа неожиданно отклоняется от запланированного маршрута. Дно начинает уходить из-под ног. У солдат возникают первые проблемы: усталость, судороги, переохлаждение, некоторые начинают терять сознание;
- 13:00 — в Курксе прибытия разведывательной группы ждут два водителя миротворческого батальона для того, чтобы принять отряд и довезти до Палдиски. Они не подозревают о надвигающемся несчастье и несколько раз совершают поездки между Курксе и Палдиски;
- 16:10 — капитан порта Курксе Хейно Крейнтал (Heino Kreintal) и его сын Ханнес Куусемяэ (Hannes Kuusemäe), работая во дворе своего дома, слышат доносящиеся с моря крики. В бинокль они видят плот из рюкзаков, на котором находятся люди, и выходят на катере их спасать. В море один из затащенных на лодку солдат в состоянии аффекта с гневом набрасывается на Крейнтала, и тот не может удержать руль. Ситуация становится опасной, и Крейнталу приходится изо всех сил ударить солдата по голове; тот падает на дно лодки к другим лежащим там людям и затихает. Крейнтал и Куусемяэ затаскивают спасённых солдат в каюту, чтобы спрятать от ветра;
- 16:15 — Крейнтал сообщает по радио в полицейское отделение Палдиски: «Между портом Курксе и Суур-Пакри в воде много мужчин»;
- 16:17 — дежурный полиции Палдиски просит дежурного пограничного кордона послать на место происшествия дежурный катер;
- 16:30 — пограничный корабль 105 покидает порт Палдиски. Пограничному самолёту, вышедшему в патрульный облёт, даётся указание взять курс в направлении островов Пакри;
- 16:50 — сообщение о происшествии получает Спасательный департамент;
- 16:53 — к берегу причаливают Крейнтал и Куусемяэ с 10 миротворцами: 6 военных в лодке, 4 друг за другом вместе со снаряжением держатся за хвост лодки. Живы 8 воинов. Погибших двое: в холодной воде и волнах погиб сержант Майдо Сагури, рядовой Индрек Вилман умирает до прибытия врачебной помощи;

«Это был печальный день, — вспоминал позже капитан порта Курксе Хейно Крейнтал. — Паршиво было видеть молодых и сильных мужчин в таком плачевном шоковом состоянии».Оригинальный текст (эст.)«See oli kurb päev. Sant oli vaadata noori ja tugevaid mehi sellises haledas shokiseisundis».
- 17:00 — в порт Курксе прибывает пограничная команда и оперативный дежурный Харьюской спасательной службы;
- 17:05 — пограничный корабль 105 получает указание начать поиски возможно попавших в беду в проливе Курксе;
- 17:10 — в порт Курксе прибывает первая бригада «скорой помощи», призывается дополнительная медицинская помощь;
- 17:15 — извещение о несчастном случае получает Центр миротворческих операций (ROK). Опрашиваются спасённые. Четверых спасённых, в их числе Яануса Карма, увозят в больницу Кейла, остальных четверых — на военно-морскую базу в Палдиски;
- 17:20 — выясняется, что пропало 12 человек. Версия: часть группы находится на острове;
- 17:26 — запускается схема медицины катастроф;
- 17:42 — для проведения спасательных работ вызывается вертолёт пограничной охраны;
- 17:50 — на Курксе прибывают руководители Балтийского батальона;
- 18:23 — первое сообщение с воздуха: в воде никто не обнаружен;
- 18:30 — Кейлаская больница закрывает доступ журналистам, чтобы обеспечить покой спасённым миротворцам;
- 18:37 — наконец, поступает точная информация, что с острова через залив переходило 22 человека;
- 18:45 — прибывают солдаты Балтийского батальона и полицейские, которые начинают прочёсывание прибрежной полосы и леса, надеясь найти спасшихся, но ослабленных членов воинской группы;
- 19:20 — эстонская пограничная охрана обращается с просьбой о помощи к финским коллегам;
- 19:23 — в Курксе прибывает заместитель директора Спасательного департамента Эстонии Мати Райдма (Mati Raidma).
- 19:45 — пропавших разыскивает пограничный корабль “Torm” и малые плавательные средства. Обнаруживаются первые вещи, входившие в состав снаряжения миротворцев (спальные мешки, питьевые бутылки), а также личные вещи (наручные часы) и оружие;
- 20:04 — выезжает поисковая группа Таллинской спасательной команды в количестве 25 человек;
- 20:40 — создаётся штаб по ликвидации несчастного случая под руководством Мати Райдма;
- 21:40 — на место происшествия прибывает финский спасательный вертолёт;
- 22:00 — прибывает вертолёт финской пограничной охраны;
- 23:00 — из Таллинского центра кризисной помощи выезжает три психолога. Ночью, в неустановленное время, Охранная полиция допрашивает в Кейлаской больнице руководителя группы Яануса Карма. На береговой линии на ночь остаются работники спасательной службы и солдаты.

Пятница, 12 сентября
- 02:52 — пограничная служба приходит к убеждению, что, если мужчины ещё в воде, то надежды их спасти больше нет;
- 05:15 — Мари Райдма делает сообщение, что пропавшие в море 12 человек не найдены;
- 06:20 — поиски пропавших начинают 40 солдат из батальона воздушной охраны, 30 солдат из караульного батальона и 30 человек из батальона связи;
- 07:20 — во всех воинских единицах эстонских оборонных сил приспускаются государственные флаги, чтобы выразить сочувствие близким погибших военных. «С большой вероятностью они погибли», — сообщает пресс-секретарь Спасательного департамента;
- 09:30 — собирается правительство, чтобы сформировать комиссию по расследованию гибели солдат. Председатель комиссии — министр юстиции Пауль Варуль (Paul Varul);
- 11:00 (или немного раньше) — начинают работу водолазы. Скутеры прочёсывают окрестности портовой гавани Курксе;
- 14:25 — на месте происшествия находятся 150 человек из сил обороны, 27 солдат-срочников Таллинского отдельного пехотного батальона и штаб спасательных работ;
- 15:00 — водолазы находят на морском дне следы ног миротворцев, которые прерываются на глубине 1,6 метра;
- 18:00 — Мати Райдма сообщает: прочёсано 15 километров, но, кроме снаряжения, ничего не найдено.

Суббота, 13 сентября
Местный рыбак находит на берегу фотоаппарат и морскую карту и передаёт их следователям. Фотоаппарат принадлежит Яанусу Карму.
- 14:49 — водолаз находит в 400 метрах от порта Курксе одного погибшего — капрала Алексея Дмитриева;
- 20:20 — на побережье в 1,5 километрах находят ещё одного погибшего — рядового Ээро Курьямаа.

Воскресенье, 14 сентября
- 12:00 — в таллинском Домском соборе начинается поминальное богослужение. Из-за активной работы фотографов теряет сознание родственник одного из погибших, из-за возникшей в церкви истерики двум требуется врачебная помощь;
- 12:50 — водолазы на расстоянии 1,5 километра от порта Курксе находят третьего погибшего – рядового Рокко Пусса. Работает более 30-ти водолазов.

Понедельник, 15 сентября
- 08:45 — на расстоянии около полутора километров от берега находят тело рядового Эрки Холло;
- 09:04 — в том же районе обнаруживают тело младшего фельдфебеля Янека Вяльбы;
- 11:45 — находят тело младшего сержанта Алана Адусона;
- 12:17 — находят тело капрала Прийта Вескинымма;
- 19:08 — находят тело младшего сержанта Марека Мыттуса.

Суббота, 20 сентября
Находят тело рядового Калле Уутмана.
Понедельник, 22 сентября
- 10:56 — вертолёт замечает тело одного из погибших миротворцев;
- 11:24 — находят ещё одно тело. Эти два человека — рядовой Тармо Лихт и капрал Вейко Тонберг.

Вторник, 23 сентября
- 10:07 — обнаруживают тело последнего солдата, рядового Лаури Пусса;
- 10:45 — поиски в районе Курксе закончены.

## Список спасённых
Список спасённых и их нахождение по состоянию на 10 сентября 1999 года:
- Яанус Карм — караульный батальон;
- Прийт Паулус (Priit Paulus) — Пярнуский батальон;
- Райн Саприка (Rain Saprika) — в миротворческой операции в Боснии;
- Торми Йыэмаа (Tormi Jõemaa) — в миротворческой операции в Боснии;
- Игорь Проскин (Igor Proskin) — в миротворческой операции в Боснии;
- Яак Кийсман (Jaak Kiisman) — уволился из рядов армии, работает в Тарту в авторемонтной мастерской;
- Иннар Лиллеорг (Innar Lilleorg) — в миротворческой операции в Боснии;
- Маргус Труу (Margus Truu) — в миротворческой операции в Боснии.

## Список погибших
- Алан Адусон (Alan Aduson)
- Прийт Вескинымм (Priit Veskinõmm)
- Индрек Вилман (Indrek Vilman)
- Янек Вяльба (Janek Välba)
- Алексей Дмитриев (Aleksei Dmitrijev)
- Марек Мыттус (Marek Mõttus)
- Ээро Курьямаа (Eero Kurjamaa)
- Тармо Лихт (Tarmo Liht)
- Рокко Пусс (Rocco Puss)
- Лаури Пусс (Lauri Puss)
- Майдо Сагури (Maido Saguri)
- Вейко Тонберг (Veiko Tonberg)
- Калле Уутманн (Kalle Uutmann)
- Эрки Холло (Erki Hollo)

## Заключительные выводы
Некоторые из родителей солдат группы Карма позже обвинили Крейнтала и его сына в том, что они оставили часть погибающих людей в море. «Это плевок мне в лицо, — ответил Крейнтал. — Вся Эстония смотрит на меня так, будто я большой преступник».
Президент Эстонии наградил Хейно Крейнтала и Ханнеса Круусемяэ орденом Эстонского Красного Креста I класса.
Руководившего смертельным походом Яануса Карма признали единственным виновным в произошедшей трагедии и приговорили к 4,5 годам лишения свободы. Он ошибся с определением местонахождения отмели и повёл своих солдат в неспокойное море на верную смерть. Карм подал апелляцию и позже был помилован президентом Эстонии. С августа 1998 года Яанус Карм оставался на службе в качестве офицера разведки караульного батальона, в сентябре 2007 года служил в Ираке. 
Косвенной причиной гибели 14 миротворцев правительственная комиссия признала запутанность отношений между Балтийским батальоном и Центром миротворческих операций.

## Увековечение памяти
В сентябре 1998 года в порту Курксе был установлен памятник погибшим миротворцам. После перечня имён погибших солдат написаны слова на эстонском языке: «Молитесь за них и надейтесь, что когда-то мы встретимся на берегу вечности». Перед открытием памятника из чёрного гранита было проведено богослужение в церкви Харью-Мадисе.
На тему произошедших трагических событий был снят документальный фильм «Смертельный поход» (эст. Surmaretk, режиссёр и оператор Тынис Лепик (Tõnis Lepik), сценаристы Тынис Лепик и Рийна Валмсен (Riina Valmsen)). В фильме восстановлена хронология трагических событий и показано то, как люди ведут себя в критической ситуации и как позже вспоминают о произошедшем. Для съёмок были приглашены 22 мужчины, не связанные с армией, и профессиональные водолазы, а также капитан порта Крейнтал.